# Réserve naturelle nationale de Fengtongzhai
La réserve naturelle nationale de Fengtongzhai est une réserve naturelle nationale situé dans le comté de Baoxing, dans la province du Sichuan,. Elle est l'une des sept réserves naturelles qui composent les sanctuaires des pandas géants de Sichuan. La réserve protège 39 039 hectares d'un espace naturel diversifié : forêts de feuillus, forêts de conifères subalpins, prairies arbustives alpines. La réserve est surtout connue pour son importante population de pandas géants.

## Écologie
La réserve a été créée en 1975 est adjacente aux autres réserves naturelles du Sichuan. La partie nord de la réserve culmine à une altitude d'environ 4000 m et la partie sud est comprise de 1000 à 4000 mètres d'altitude. Le point le plus haut est la pointe d'Ershisidanghai, dans la partie nord de la réserve, qui culmine à 4896 mètres d'altitude. Cette réserve est parcourue par la rivière Donghe. Les températures moyennes annuelles sont comprises entre 5,9 et 7,2°C et les précipitations annuelles entre 700 et 1300 mm.

### Flore
La réserve naturelle de Fengtongzhai comprend 429 espèces de plantes dont l'arbre aux mouchoirs (Davidia involucrata), l'arbre caramel (Cercidiphyllum japonicum), le tétracentron de Chine (Tetracentron sinense) ou encore le mélèze hongshan du Sichuan (Larix mastersiana).

### Faune
Les inventaires de la réserve naturelle font état de 388 espèces de espèces de vertébrés (dont 7 espèces de poissons, 14 d'amphibiens, 19 de reptiles, 280 d'oiseaux et 68 de mammifères). Les principales espèces protégées retrouvées sont le panda géant, le rhinopithèque de Roxellane, le léopard, la panthère des neiges, la panthère nébuleuse ou longibande, le takin, le cerf de Thorold ou cerf au museau blanc (Cervus albirostris), la gélinotte de Severtzov , le lophophore de Lhuys,,,,.

## Intérêt touristique et pédagogique
Le Sichuan lance le Circuit sauvage des pandas géants, avec des observatoires aménagés depuis lesquels il est possible d'observer les réserves naturelles de l'ouest et du nord du Sichuan. Des animations et visites guidées sont proposées.